# Xysticus thessalicoides
Xysticus thessalicoides är en spindelart som beskrevs av Jörg Wunderlich 1995. Xysticus thessalicoides ingår i släktet Xysticus och familjen krabbspindlar. Inga underarter finns listade i Catalogue of Life.